# Paperclay
Paperclay (manchmal auch übersetzt Papierton genannt) ist eine keramische Masse, wie Steinzeugton oder Porzellan, der Cellulose, meist in Form von Papierfasern, zugesetzt werden.
Das Mischungsverhältnis kann bis maximal 40 Volumenprozent Papierfaserbrei und 60 Volumenprozent Schlicker betragen. Nach dem Mischen wird der Papierton so lange auf  Gipsplatten getrocknet, bis eine plastische Masse entsteht. Der Anteil von Ton in dieser Mischung muss immer höher sein als der des Papiers, da die Objekte sonst im Brennofen ihre Festigkeit verlieren würden.
Vorteil der Faserzugabe sind eine geringere Trockenschwindung, sowie eine größere Festigkeit des ungebrannten Objekts, demgegenüber steht jedoch eine geringere Festigkeit insbesondere des geschrühten Scherbens. Außerdem neigt die feuchte Masse aufgrund des Faseranteils zur Schimmelbildung an der Oberfläche, sowie zu entsprechender Geruchsentwicklung. Dies verringert die Verarbeitungsqualität jedoch nicht.
Im Gegensatz zu herkömmlichen Massen lässt sich Paperclay auch im knochentrockenen Zustand noch additiv bearbeiten sowie, aufgrund der geringen Trockenschwindung, auch zur Reparatur von knochentrockenen und bereits geschrühten Objekten aus faserfreiem Ton oder Porzellan verwenden. Besonders hervorzuheben ist die Möglichkeit der Reparatur von Rissen und Brüchen im knochentrockenen Zustand. Die Wandstärke der modellierten Formen kann aufgrund der statischen Eigenschaften der Papierfasern sehr gering ausfallen, durch die  Porosität aber auch bis zu mehrere Zentimeter betragen.
Beim Brennvorgang verbrennen die Papierfasern unter starker Rauch- und Geruchsentwicklung und es entstehen mikroskopisch feine Hohlräume, die das fertige Brennstück um den Papieranteil leichter, aber trotzdem relativ stabil machen (etwa wie bei Korallen oder Knochen).

## Technische Daten
Brenntemperatur, Trocken- und Brennschwindung hängen stark von der verwendeten keramischen Masse, sowie Menge und Art der verwendeten Fasern ab, wobei zu beachten ist, dass aufgrund der geringeren Festigkeit eine erhöhte Schrühtemperatur von 1100 °C empfohlen wird.
Als Beispiel sind hier die Daten der industriell hergestellten Masse P11 angegeben.
- Brenntemperatur: 1000–1300 °C
- Trockenschwindung: 6,8–7,5 %
- Brennschwindung (1200 °C): 6,5 %